# Ossi
Ossi es una localidad italiana de la provincia de Sassari, región de Cerdeña,  con 5902 habitantes.

## Evolución demográfica
| Gráfica de evolución demográfica de Ossi entre 1861 y 2001 |
|                                                            |
| Fuente ISTAT - elaboración gráfica de Wikipedia            |